# Chaloenosoma schereri
Chaloenosoma schereri es un coleóptero de la familia Chrysomelidae.
Fue descrita científicamente en 2001 por Medvedev.